# Leticia Ochoa Delgado
Leticia Ochoa Delgado (Guadalajara, 15 de marzo de 1990) es una atleta paralímpica mexicana, reconocida por su participación en las disciplinas de lanzamiento de disco y jabalina. Reside en el municipio de Cajeme, Sonora.

## Carrera
Leticia enfrentó un cambio drástico en su vida a los 10 años, la dejó con una discapacidad física y permanece en una silla de ruedas debido a la polio, pero desde los 14 años ha dedicado su vida a entrenar y actualmente es lanzadora de disco.
Leticia Ochoa ha representado a México en múltiples ediciones de los Juegos Paralímpicos, donde ha conquistado medallas y establecido récords en lanzamiento de disco y jabalina. Su fuerza física, precisión técnica y espíritu competitivo la han convertido en una figura respetada dentro y fuera del ámbito deportivo. 
Fuera de las competiciones, Leticia ha abrazado activamente su papel como defensora de la inclusión y la igualdad de oportunidades para las personas con discapacidades. Ha participado en numerosos programas y proyectos destinados a promover el acceso al deporte adaptado y a inspirar a otros a superar sus propias adversidades.

## Participación en competencias oficiales
En su carrera, suma cuatro participaciones paralímpicas, ya que representó a México en los Juegos de Atenas 2004, Beijing 2008, Río 2016 y Tokio 2020 (se celebraron en 2021).
Además, asistió a los Mundiales de Lyon 2013, Doha 2015, Londres 2017, y Dubái 2019; para la edición 2023.
En los Juegos de París 2024 quedó en sexto lugar en lanzamiento de disco F53 y se posicionó al superar a Luis Alberto Zepeda como una de las atletas con más participaciones paralímpicas.  
| JUEGOS PARALÍMPICOS | JUEGOS PARALÍMPICOS | JUEGOS PARALÍMPICOS |
| Edición             | Prueba              | Lugar               |
| ------------------- | ------------------- | ------------------- |
| Atenas 2004         | Bala                | 11                  |
| Atenas 2004         | Disco               | 11                  |
| Beijing 2008        | Jabalina            | 9                   |
| Río 2016            | Disco               | 4                   |
| Tokio 2020          | Disco               | 7                   |
| MUNDIALES           |                     |                     |
| Edición             | Prueba              | Lugar               |
| Lyon 2013           | Jabalina            | 4                   |
| Doha 2015           | Disco               | 2                   |
| Londres 2017        | Disco               | 4                   |
| Dubái 2019          | Disco               | 5                   |

## Reconocimientos
En  el 7 de diciembre del 2021 recibió el Premio Estatal del Deporte Sonora 2021 como segundo lugar de la categoría Deportista, este año participó en sus cuartos Juegos Paralímpicos en Tokio 2020. 